# Ulfberht

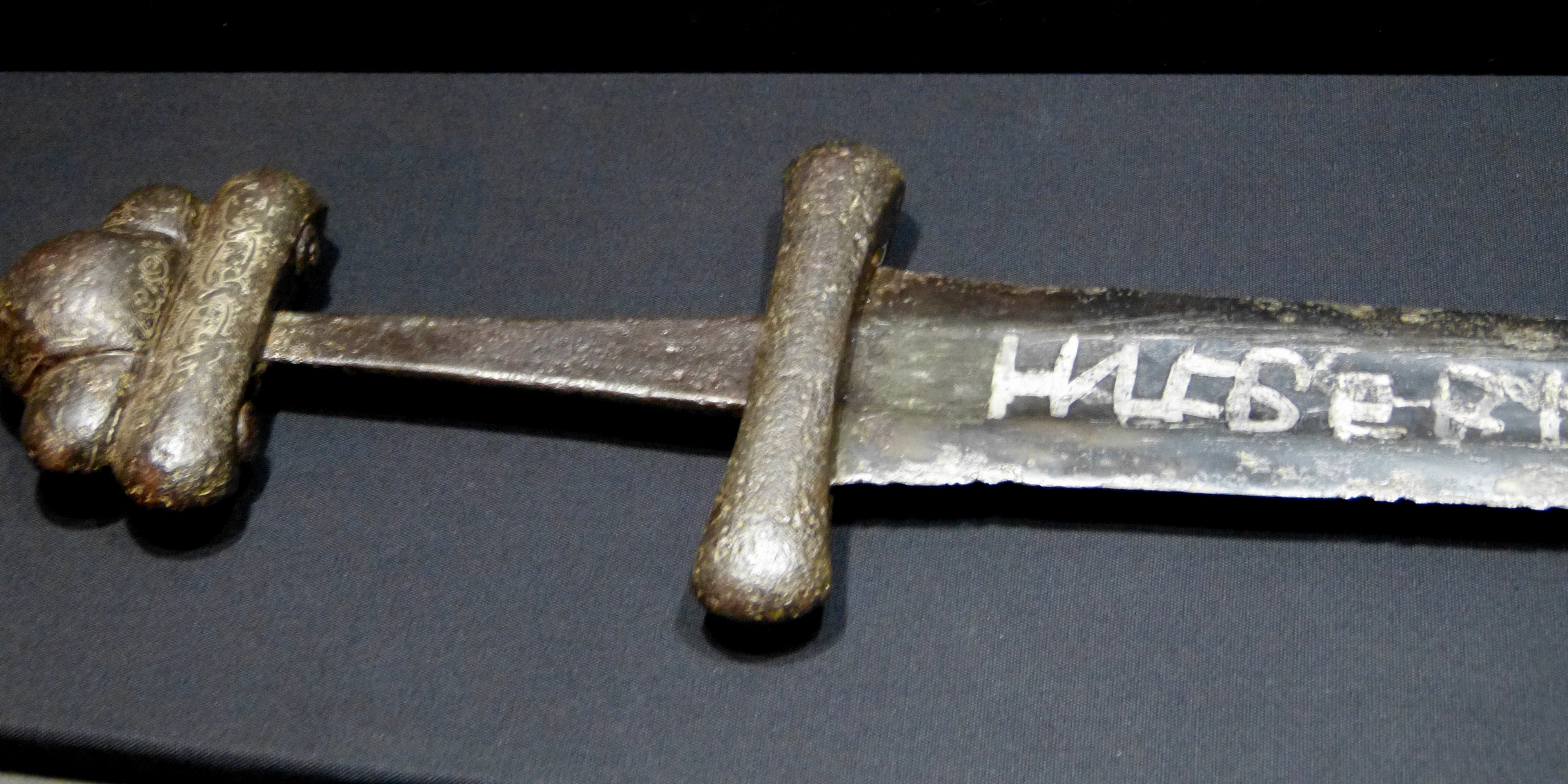
Meč pocházející z 10. století

Ulfberht je franské jméno. V podobě "+VLFBERH+T" nebo "+VLFBERHT+" je jím označeno asi 170 mečů vyrobených v Evropě v 9. až 11. století. Pravděpodobně jde spíše o značku používanou různými kováři. Historicky jde o přechodnou formu mezi starším vikingským mečem a rytířským mečem vrcholného středověku.

## Původ
Původní meče tohoto typu pocházejí pravděpodobně z tehdy franského Porýní, z 9. nebo 10. století. Meče s tímto označením však byly vyráběny přinejmenším do konce éry Vikingů v 11. století. Ve vikinské Skandinávii zřejmě šlo o vyhledávané prestižní předměty.
Použitím odhadovaného postupu současný kovář Richard Furrer úspěšně vyrobil repliku meče Ulfberht v odpovídající kvalitě.